# إيرنيستو فارياس
إيرنيستو فارياس (بالإسبانية: Ernesto Farías)‏ (29 مايو 1980 في الأرجنتين - ) هو لاعب كرة قدم أرجنتيني في مركز الهجوم. شارك مع منتخب الأرجنتين تحت 17 سنة لكرة القدم ومنتخب الأرجنتين تحت 20 سنة لكرة القدم ومنتخب الأرجنتين لكرة القدم. أما مع النوادي، فقد لعب مع أمريكا دي كالي وإستوديانتيس دي لا بلاتا وإنديبندينتي وريفر بليت ونادي باليرمو ونادي بورتو ونادي دانوبيو ونادي كروزيرو.

## مسيرته الكروية
لعب إيرنيستو فارياس خلال مسيرته الاحترافية مع 8 أندية في اثنين وعشرين موسمًا وسجل خلالها 194 هدف ضمن 469 مباراة. حيث فاز في موسمين بالكأس وفي موسمين بالدوري.
خاض إيرنيستو فارياس مسيرته مع نادي إستوديانتيس دي لا بلاتا في موسم 1997–98 ليلعب معه سبعة مواسم، مشاركًا في 206 مباراة سجل خلالها 93 هدفًا. ثم انتقل إلى نادي ريفر بليت في موسم 2004–05 واستمر معه طيلة ثلاثة مواسم، حيث شارك في 67 مباراة سجل خلالها 35 هدفًا. لينتقل بعدها إلى نادي بورتو في موسم 2007–08 واستمر معه طيلة ثلاثة مواسم، مشاركًا في 54 مباراة سجل خلالها 23 هدفًا. ثم انتقل إلى نادي كروزيرو في عامي 2010-2012 ولمدة موسمين، مشاركًا في 25 مباراة سجل خلالها 5 أهداف. هذا وانتقل لاحقًا إلى نادي إنديبندينتي في موسم 2011–12 ولمدة موسمين، مشاركًا في 41 مباراة سجل خلالها 12 هدفًا. ثم انتقل بعدها إلى نادي دانوبيو في موسم 2014–15 لمدة موسم واحد، مشاركًا في 7 مباريات سجل خلالها هدفًا واحدًا. ليعود وينتقل من جديد، لكن هذه المرة إلى نادي أمريكا دي كالي في موسم 2015 واستمر معه طيلة ثلاثة مواسم، مشاركًا في 56 مباراة سجل خلالها 25 هدفًا.

## وصلات خارجية
- إيرنيستو فارياس على موقع الاتحاد الدولي (مؤرشف)  (الإنجليزية)
- إيرنيستو فارياس على موقع قاعدة بيانات كرة القدم.إي يو (الإنجليزية)
- إيرنيستو فارياس على موقع ناشيونال فوتبول تيمز (الإنجليزية)
- إيرنيستو فارياس على موقع Soccerway.com (الإنجليزية)
- إيرنيستو فارياس على موقع عالم كرة القدم.نت (الإنجليزية)